# Schwarzstirn-Springaffe
Der Schwarzstirn-Springaffe (Callicebus nigrifrons) ist eine Primatenart aus der Unterfamilie der Springaffen innerhalb der Familie der Sakiaffen (Pitheciidae). Bis Ende der 1990er-Jahre galt er als Unterart des Maskenspringaffen.

## Merkmale
Schwarzstirn-Springaffen sind wie alle Springaffen relativ kleine Primaten mit dichtem Fell und einem langen, buschigen Schwanz. Das Fell ist überwiegend grau gefärbt, die Brust ist hellbraun. Die Hände und Füße sowie die Ohren sind schwarz. Ebenso ist das graue Gesicht von einem schwarzen Haarkranz umgeben, der an der Stirn besonders auffällig ist. Der Schwanz, der länger als der Körper ist, ist orangefarben. Er kann wie bei allen Springaffen nicht als Greifschwanz eingesetzt werden.

## Verbreitung und Lebensraum
Schwarzstirn-Springaffen leben im südöstlichen Brasilien, ihr Verbreitungsgebiet umfasst einen Großteil des Staates São Paulo, den Süden von Minas Gerais und den Westen von Rio de Janeiro (Bundesstaat). Ihr Lebensraum sind Wälder.

## Lebensweise
Über die Lebensweise des Schwarzstirn-Springaffen ist wenig bekannt, vermutlich stimmt sie mit der der übrigen Springaffen überein. Sie sind tagaktive Baumbewohner, die sich vierbeinig oder springend fortbewegen. Männchen und Weibchen leben monogam und bleiben oft lebenslang zusammen. Die Familiengruppen beziehen ein festes Revier, das sie nötigenfalls aggressiv gegenüber Artgenossen verteidigen. Ihre Nahrung besteht vorwiegend aus Früchten, daneben auch aus Blättern und möglicherweise Insekten. Die Väter beteiligen sich intensiv an der Jungenaufzucht, sie tragen das Junge herum und überlassen es der Mutter nur zum Säugen.

## Kommunikation
Schwarzstirn-Springaffen warnen einander mit Rufen, wenn sie einen Feind in der Nähe entdecken. Forscher fanden heraus, dass vor allem zwei Warnrufe eingesetzt werden, sogenannte A-Rufe bei Greifvögeln und B-Rufe bei Räubern am Boden. Sie kombinieren diese Signale, etwa wenn ein Greifvogel am Boden oder wenn eine Tigerkatze in einer Baumkrone ist. Dass in einer Botschaft zwei Informationen mitgeteilt werden, ist im Tierreich selten.

## Gefährdung
Der Lebensraum der Schwarzstirn-Springaffen liegt in einer der dichtestbesiedelten Regionen Brasiliens, ihr Verbreitungsgebiet ist drastisch verkleinert und zerstückelt worden. Es gibt einige Schutzgebiete, insgesamt wird die Art von der IUCN als „gering gefährdet“ (near threatened) gelistet.